# رود هيسب
رود هيسب (بالهولندية: Ruud Hesp) (مواليد 31 أكتوبر 1965) هو لاعب كرة قدم. يلعب مع منتخب هولندا لكرة القدم. سبق له أن لعب في كأس العالم لكرة القدم مع منتخب بلاده.

## روابط خارجية
- رود هيسب على موقع الاتحاد الدولي (مؤرشف)  (الإنجليزية)
- رود هيسب على موقع قاعدة بيانات كرة القدم.إي يو (الإنجليزية)
- رود هيسب على موقع Soccerway.com (الإنجليزية)
- رود هيسب على موقع عالم كرة القدم.نت (الإنجليزية)
- رود هيسب على موقع كووورة